# Форесок
Форесок — струмок в Україні, у Рахівському районі Закарпатської області, правий доплив Лазещини (басейн Дунаю).

## Опис
Довжина річки приблизно 5 км. Формується з багатьох безіменних струмків.

## Розташування
Бере початок на північно-східних схилах гірської вершини Конса. Тече переважно на північний захід і на південному сході від села Лазещина впадає у річку Лазещину, ліву притоку Чоної Тиси.